# Counter Phrases
Counter Phrases est une œuvre de danse contemporaine de la chorégraphe belge Anne Teresa De Keersmaeker, créée en 2003 pour la compagnie Rosas. Cette œuvre est le fruit de la collaboration directe entre De Keersmaeker et le compositeur de musique minimaliste américain Steve Reich qui a écrit spécialement la partition Dance Patterns pour elle.

## Fiche technique
- Chorégraphie : Anne Teresa De Keersmaeker
- Danseurs à la création : Marta Coronado, Fumiyo Ikeda, Igor Shyshko, et danseurs de la compagnie Rosas
- Musique : Dance Patterns de Steve Reich, Heysel de Georges Aperghis, et Yellow, Green and Blue de Fausto Romitelli joués en direct par l'ensemble Ictus
- Scénographie :
- Costumes : Compagnie Rosas
- Production : Compagnie Rosas
- Première : 13 mars 2003 au Palais des Beaux-Arts de Bruxelles
- Représentations :
- Durée : environ 26 minutes